# Mkueni Mayala
Makweni Marcel Mayala Mkueni (Kinshasa, 4 aprile 1978) è un ex calciatore della Repubblica Democratica del Congo, di ruolo portiere.

## Carriera

### Nazionale
Ha debuttato in Nazionale il 16 agosto 1997, in Zambia-RD del Congo (2-0). Ha partecipato, con la Nazionale, alla Coppa d'Africa 1998 e alla Coppa d'Africa 2000. Ha collezionato in totale, con la maglia della Nazionale, 12 presenze e 21 reti subite.

## Palmarès

### Club

#### Competizioni nazionali
- Campionato congolese di calcio (Repubblica Democratica del Congo): 2

Motema Pembe: 1998, 1999
- Coppa della Repubblica Democratica del Congo: 1

Motema Pembe: 2003